# Silver Bullet (automóvil)
El Sunbeam Silver Bullet fue el último intento para reconquistar el récord mundial de velocidad en tierra realizado por la compañía Sunbeam de Wolverhampton. Fue construido en 1929 para el piloto Kaye Don. Impulsado por dos motores aeronáuticos sobrealimentados de 24 litros cada uno, presentaba un aspecto realmente impresionante, pero no logró batir ninguna marca absoluta.
El récord de velocidad terrestre de 200 mph (322 kilómetros por hora) establecido en 1927 por el Sunbeam 1000HP, había sido superado por sus rivales en 1929, y la compañía decidió construir un automóvil capaz de alcanzar las 250 mph (402 kilómetros por hora) para recuperarlo. Solo los motores aeronáuticos ofrecían suficiente potencia para acometer este reto, y se contaba con que un automóvil de este tipo también proporcionaría un banco de pruebas para el desarrollo de una nueva generación de motores aeronáuticos Sunbeam.

## Motor Sunbeam 2000 HP
Sunbeam decidió desarrollar un nuevo motor aeronáutico de 2000 CV, y el automóvil sería propulsado por dos de ellos. Este nuevo motor era un V-12 con un ángulo de 50° entre las bancadas con refrigeración líquida. El equilibrado mecánico ideal generalmente es favorecido por un ángulo de 60°, pero la elección de 50° hizo que el motor fuera en general más estrecho, optimizando su sección aerodinámica. El diámetro de los cilindros era de 140 mm y la carrera de 130 mm, con una capacidad de 24,02 litros. Esta relación diámetro/carrera supercuadrada fue utilizada por Sunbeam por primera vez, propiciando un motor de altas revoluciones y, por lo tanto, más potente.
Los motores estaban sobrealimentados, utilizando un gran compresor centrífugo, que giraba a 17.000 rpm. Esta era una práctica cada vez más común en los motores aeronáuticos de la época, utilizada tanto en el Napier Lion como en el Rolls-Royce R, pero nuevamente fue la primera vez que Sunbeam adoptó esta solución.
Cuando se instaló en el automóvil ideado para batir el récord de velocidad, los motores tenían un sistema de enfriamiento inusual que utilizaba hielo derretido en lugar de un radiador. Esto evitaba la resistencia al paso del aire por un radiador abierto, pero obviamente solo podía utilizarse mientras durara el hielo. Era un sistema viable para los registros de velocidad terrestre, utilizado por el Golden Arrow contemporáneo y más recientemente por el JCB Dieselmax. El Silver Bullet tenía un depósito de 330 litros en el que se cargaban aproximadamente 280 kilogramos de hielo antes de cada recorrido, y un depósito de mezclado de unos 5 litros en la parte delantera de la carrocería.

### Fotografías y película
Las fotografías del automóvil son poco frecuentes, aunque hay algunas en el archivo fotográfico del circuito de Brooklands, en las que aparece junto al garaje de Delaney & Sons, un lugar popular en el ambiente de las carreras de aquella época. Algunas imágenes también muestran primeros planos, incluido el innovador perfil aerodinámico trasero que podía ajustarse para generar carga aerodinámica.
Las imágenes de Rare Movietone News en YouTube (véanse los enlaces externos) muestran el automóvil fuera de la fábrica de Sunbeam en Wolverhampton, Inglaterra, con una multitud de trabajadores alrededor. En esta filmación, el piloto Kaye Don llega conduciendo el  "Sunbeam Tiger", un automóvil V12 de carreras que había batido el récord de velocidad terrestre. Louis Coatalen, director general e ingeniero jefe de Sunbeam, lo recibe y luego le describe los trabajos realizados para fabricar el Silver Bullet. Por su parre, Kaye Don comenta el intento planeado para batir el récord de velocidad terrestre en Daytona Beach, Florida.

## Especificaciones
De acuerdo con los datos del Wolverhampton Museum of Industry:
Características generales
- Tipo: dos motores aeronáuticos de pistón de 12 cilindros en V a 50°, refrigerados por líquido
- Diámetro: 140 mm (5.512")
- Carrera: 130 mm (5.118")
- Desplazamiento: 24,01 litros (1465.4 cuin)
- Diseñador: Louis Coatalen

Componentes
- Compresor: impulsor centrífugo de 17,000 rpm.
- Sistema de refrigeración: agua del hielo derretido.

Potencia
- Potencia de salida: 2000 CV (teóricos); 4000 CV para el coche.

## Intentos de récord fallidos
La competición para batir el récord de velocidad en tierra entre el Golden Arrow de Segrave y el nuevo Blue Bird de Malcolm Campbell fue feroz, por lo que se decidió construir el Silver Bullet rápidamente, trabajando las 24 horas del día en turnos. Esto dejó poco tiempo para realizar pruebas estáticas completas de los motores, lo que fue empeorado aún más porque solo se construyeron dos motores, por lo que los únicos motores disponibles para realizar pruebas fueron los motores de carrera. El Silver Bullet apareció por primera vez ante el público el 21 de febrero de 1930.
Después de los otros equipos, el primer intento del Silver Bullet en Daytona Beach se realizó con Kaye Don al volante. El coche llegó a Daytona el 8 de marzo y el mismo Louis Coatalen el día 16. Sin embargo, los intentos de récord fueron mal: el vehículo resultó difícil de controlar, y se produjeron problemas de fiabilidad de los motores. La velocidad más rápida alcanzada fue de 186 mph (299,3 kilómetros por hora), muy por debajo del propio récord de Sunbeam de tres años antes.
Después de que el equipo regresó a Inglaterra, se hicieron más intentos para mejorar el automóvil, realizando pruebas en Pendine Sands.
El desarrollo de los motores aeronáuticos de Sunbeam nunca se había recuperado de los efectos financieros del fin de la Primera Guerra Mundial. El inicio de la Gran Depresión en la década de 1930, supuso que Sunbeam simplemente no pudiera permitirse un programa de competición a gran escala. Aunque otras compañías automovilísticas del Reino Unido obtuvieron buenos resultados en este período, Sunbeam no los tuvo, y pasó por un proceso de  administración judicial en 1935.
El Silver Bullet fue vendido a Jack Field, un hotelero y propietario de un garaje de Southport. Probó el auto en la playa de Southport, escena del éxito anterior de Segrave con el Sunbeam Tiger, pero no pudo resolver sus problemas y, finalmente, el automóvil dejó de correr.

## Homenaje

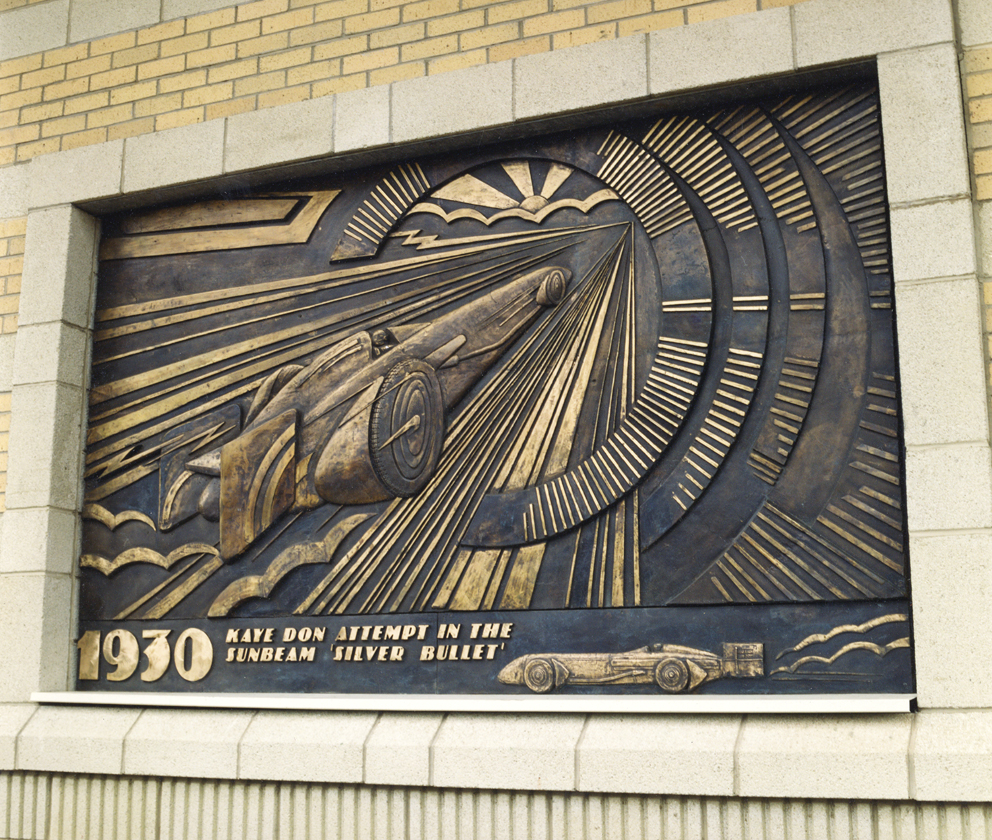
Plancha de bronce dedicada al Silver Bullet, obra de Steve Field y John McKenna

En 1996, una reurbanización de los antiguos talleres de los coches Star, en St. John (Wolverhampton), en un nuevo Parque Comercial, incluyó un conjunto temático de obras de arte expuesto al público que hacen referencia a los intentos de récord de velocidad de Sunbeam Land. En un bajorrelieve en bronce se incluye un tributo al Silver Bullet, con una referencia a su piloto Kaye Don. Toda la serie de obras de arte del parque comercial fue una colaboración entre los escultores Steve Field y John McKenna, realizadas en un estilo art déco inspirado en la década de 1930. El conjunto muestra otros intentos de récord de Sunbeam, y hace referencia al histórico legado de la industria de fabricación de automóviles de Wolverhampton.